# أندريا ديفوراك
أندريا ديفوراك (بالإنجليزية: Andrea Dvorak) هي دراجة أمريكية، ولدت في 9 أكتوبر 1980 في واشنطن العاصمة في الولايات المتحدة.

## وصلات خارجية
- الموقع الرسمي
- أندريا ديفوراك على موقع الاتحاد الدولي للدراجات (الإنجليزية)
- أندريا ديفوراك على موقع أرشيف الدراجات (الإنجليزية)
- أندريا ديفوراك على موقع إحصائيات الدراجات الإحترافية (الإنجليزية)
- أندريا ديفوراك على موقع نسبة الدراجات (الإنجليزية)
- أندريا ديفوراك على موقع MTB Data (الإنجليزية)